# Flora Bramley
Flora Bramley (nacida en 1909, y fallecida el 23 de junio de 1993) fue una actriz y comediante inglesa.

## Biografía
Nacida en Londres, Inglaterra, Flora inició su carrera de actriz en la escena londinense, en revistas musicales. En junio de 1926, mientras visitaba a unos parientes en Hollywood, firmó un contrato con United Artists. Su primera película (para los estudios Film Booking Offices of America) fue The Dude Cowboy (1926). Posteriormente hizo otras tres, todas para United Artists. Flora fue persuadida por Harry Brand, mánager de los estudios de Buster Keaton, para actuar en el film El colegial (College, 1927).
En 1928, Flora fue seleccionada como una de las WAMPAS Baby Stars, lo cual le supuso una buena cantidad de publicidad. Ese año se estrenó su tercer título, We Americans (1928). En 1929, Flora actuó en el teatro en Oakland (California), con el papel de Laurel en la obra Stella Dallas, dirigida por el futuro actor y director cinematográfico Irving Pichel. La corta carrera de Flora Bramley finalizó con la película The Flirting Widow, en 1930.
Falleció en 1993, en su domicilio en Moline, Illinois, Estados Unidos.